# モンスターコレクション〜魔獣使いの少女〜
モンスターコレクション～魔獣使いの少女～は、グループSNEが開発したトレーディングカードゲーム『モンスターコレクション』を題材にした伊藤勢によるファンタジーアクション漫画。
作中のクライマックスにおいて「主人公が召喚するユニット」を、ヒントを元に当てるクイズが2回実施された。正解者には、サイン色紙が贈呈された。

## あらすじ
序盤
聖都サザンの大学・召喚術学部の最秘奥宝物庫から、秘蔵の宝物『知識の守護神』が盗まれてしまう。それは、『真宰辞書』(アンシクロペディア・ヴェルム)を手に入れるための鍵となるアイテムであった。もし、悪しき者が『真宰辞書』を手にすれば、あらゆる神話級のモンスター召喚が可能となり、世界は破滅しかねない事態となってしまう。
学部閉鎖の危機を救うため、才気溢れる召喚術士の女学生 カッシェ・アルバデルは、『知識の守護神』を奪還すべく闇の傭兵コルボを捕える。そこに闇の召喚術士によって操られたラミア・ナスターシャが襲撃してくるが、支配を断ち切って洗脳を解く。
中盤
「千の水路を持つ都市」ウォーレスへたどり着いたカッシェ達は、『知識の守護神』を奪還すべく領主ブランシー卿の館へ侵入する。無事に『知識の守護神』を取り返したものの、仮面の召喚術師エレクリプスの召喚した『這いずるもの』によって、街は飲み込まれて壊滅する。
「這いずるもの」を辛くも撃破した束の間、高位天使である『堕天使アンヘル』の凶刃により、カッシェは敵の人質になってしまう。拉致されたカッシェを助けるべく、コルボとナスターシャは螺旋島へと向かう。
終盤
大紅蟻の巣食う螺旋島は、『真宰辞書』を守るための人工蟻塚であった。そして、大紅蟻の巨大な女王そのものが魔法生物『真宰辞書』であり、レギオン達は女王を守っていたのだ。コラボは「知識の門」を閉じることで蟻たちの眠りを覚まして、敵一派を襲わせようとするが、敵の首魁であるデュランは『真宰辞書』との契約を行って、ひとまず大紅蟻を操ることに成功して襲撃を停止させる。
引き続きデュランは、すべての情報を得るべく『真宰辞書』との契約を続行することになり、『真宰辞書』を巡っての攻防戦が繰り広げられる。カッシェは浄化能力を持つウサギ『キキーモラ』を召喚し、黒の炎を封じることで堕天使アンヘルに対抗する。
堕天使アンヘルを撃破することに成功したカッシェ達であったが、島守の上位竜に襲われる。カッシェは夢の中で教えてもらった『真の名』を問いかけることで、上位竜にかけられた封印を解き放つための時間を稼ぐため、大紅蟻の襲撃を仲間たちは迎撃する。上位竜の精神世界において、『真宰辞書』との融合をしたデュランが現れ、カッシュは精神体ごと吸収されかかる。
追い詰められたカッシェは、記憶を喰らう魔精霊『カース・エレメンタル』を召喚し、情報体である『真宰辞書』に対抗しようとするが、カッシェ自身が侵食されてしまう。
カース・エレメンタルを懐柔したカッシェは、『真宰辞書』からの攻撃に対抗するが、デュランは聖精霊『ホーリー・エレメンタル』を呼び出して、情報体を修復して時間稼ぎしようとする。ヴェバールの封印を砕いたことで『真宰辞書』から逃れた上位竜ヴェバールは、螺旋塔のある島ごと全壊させ『真宰辞書』を機能停止させ、デュランの野望を食い止めることに成功する。
全てが終わったかに思えた矢先、エレクリプスの放った瘴気によってナスターシャが倒れる。しかし、上位竜ヴェバールの尽力によって瀕死だったナスターシャは助かり、物語は幕を閉じる。

## 登場人物

### 主要人物
カッシェ・アルバデル
本作の主人公で、見習い召喚術士の少女。
コルボ
暗兵組織「邪眼（ヴジャド）」の生き残り。本来暗兵に名はなくコルポも「鴉」と言う意味の自称。「赤髪の悪鬼（クリムゾン・ディアブロ）」の異名を持つ腕利き。なお、彼の属していた暗兵組織「邪眼」は貧しい土地で生きていくために傭兵稼業をしていただけなので、教皇庁からの解散命令であっさりと逃散している。
ナスターシャ
ラミアの女性。当初はエレクリプスによって召喚・支配されカッシェを襲うが、カッシェに召喚主を書き換えて仲間となる。コルボの生き血を吸うのが趣味。
シン・メーン・アルティエン
おせっかい焼きな蜥蜴族。堕天使とも交戦できるほどの使い手。リザードマンとなっているが、伊藤作品にはよく登場するキャラクターがモデルとなっている。
特別攻撃隊七人衆・グンダリ、ラゴウ、クリシュナ、カイマン、チャクラム、クバンダ、ガルヴァ
シンが『ガルガリンの指輪』によって呼び出した、7人の手下たち。召喚された当初は出ずっぱりの主に文句を言うも、呼び出した理由は『戦をしているのだ』という一言で納得してしまうウォーモンガーの集団。人型のドラゴンじゃないかと言われるほどの戦闘力を誇る。

### カッシェの召喚獣
グリフォン
カッシェが頻繁に召喚している。複数体登場しており、当初の個体は「這いずるもの」との戦いで死亡する。2体目は師匠のロビンへの任務達成の報告を届けた。
太陽を睨む天使
強大な降魔力を誇る。カッシェが召喚できる手札の中でも最強クラスだが、聖属性ゆえに召喚の条件が厳しい。
バジリスク
「這いずるもの」との戦いで呼び出し、その邪眼の石化能力で活躍する。コルボが邪眼の範囲内に巻き込まれたが、彼の故郷はバジリスクの群生地が近く胸に邪眼避けの呪いを施していたため、無事だった。
キキーモラ
堕天使アンヘル戦において召喚したウサギ型モンスター。浄化能力により、堕天使の黒の炎を無効化した。作者によるとスラヴ系の座敷童やシルキー、ブラウニーに近い存在。
カースエレメンタル
魔属性の中でも召喚したものすら蝕むと言われる存在。だが召喚に応じたものは等しく「大事なお友達」というカッシェの親愛の情に痛覚を刺激されて使役される。
ヴェバール
上位竜の女性。『真宰辞書』に支配され、秘宝の隠された島の守り人『島守（ランドキーパー）』として使役されていたが、支配の隙間から思念を飛ばし、受信できる者に解放を訴えていた。カッシェの手で支配を解かれ、『真宰辞書』による支配を逃れるため一時的にカッシェを召喚主として登録する。一行を大陸まで送り届けた後に去る。

### デュラン一味
デュラン・ド・ブランシー
敵の首魁であり、暗兵組織「風魔（ネルガル）」の生き残り。ネルガルは「邪眼」と比べて宗教的な結束が強い。一方的な意見で暗兵を否定し、抵抗した自分たちを滅ぼした教皇庁に復讐するために病死した領主に成り代わるが、知識の守護神を手に入れたことで行動を開始する。
復讐その物に対してはリアリストを自称し「ほかにやることも無いから」と嘯いているが、教皇庁による“聖伐”で妻子を失っている。最終的にはカッシェたちの奮戦で『真宰辞書』自体の維持ができなくなり、緊急避難で全情報を送り込まれた負荷で死亡する。その際、一瞬ではあるが『真宰辞書』の情報から多くの術士たちが求めるものを垣間見ていた
エレクリプス
かつて『真宰辞書』を作り出した者たちの一人。数千年を生きるためすでに人間を辞めており、そのため人間にしか契約できない『真宰辞書』と契約することが出来なかった。
堕天使アンヘル
かつては高位天使であったが、闇に堕ちて堕天使となった存在。上位竜とも交戦できるほどの戦闘力を持っている。カッシェたち一行との激闘の末に滅びるが、その一部と魔剣は互いに共感を得ていたコルボに受け継がれる。

## 書誌情報
- モンスターコレクション～魔獣使いの少女～、伊藤勢、角川書店[7]

1. 1998年11月30日、ISBN 9784049261295
2. 1999年 7月29日、ISBN 9784049261387
3. 2000年 2月29日、ISBN 9784049261479
4. 2000年 9月27日、ISBN 9784049261585
5. 2001年 5月30日、ISBN 9784049261738
6. 2001年12月21日、ISBN 9784049261875